# チャーリー (映画)
『チャーリー』（Chaplin）は、1992年に公開されたイギリスとアメリカ合衆国の合作による伝記映画。
チャーリー・チャップリンの生涯を描いている。第65回アカデミー賞主演男優賞、美術賞にノミネートされ、第46回英国アカデミー賞では主演男優賞を受賞した。

## ストーリー
1963年スイス、チャーリー・チャップリンは72歳になっていた。自伝の出版にあたって、編集者のジョージ・ヘイデンの取材を受けていた。ジョージは曖昧な記載記述について尋ね、チャーリーはその質問に答えつつ過去を振り返る。
その9年後の1972年、チャーリーはアカデミー名誉賞に選ばれ、追放されたアメリカの地へ最後の妻ウーナと向かう。授賞式会場で流れるかつてのチャップリン映画にチャーリーは一人涙を流すのであった。

## キャスト
※太文字表記はエピローグで後日談を語られた登場人物。
| 役名                         | チャリーとの関係/職柄      | 俳優                         | 日本語吹替 |
| ---------------------------- | -------------------------- | ---------------------------- | ---------- |
| チャーリー・チャップリン     | 本人                       | ロバート・ダウニー・Jr       | 山寺宏一   |
| ハンナ・チャップリン         | 母親                       | ジェラルディン・チャップリン | 井上瑤     |
| マック・セネット             | 映画プロデューサー         | ダン・エイクロイド           | 玄田哲章   |
| ウーナ・オニール             | 最後の妻                   | モイラ・ケリー               | 水沢アキ   |
| ヘティ・ケリー               | 初恋の相手                 | モイラ・ケリー               | 水沢アキ   |
| ジョージ・ヘイデン           | 記者（架空の人物）         | アンソニー・ホプキンス       | 小川真司   |
| ダグラス・フェアバンクス     | 人気俳優で親友             | ケヴィン・クライン           | 神谷和夫   |
| ポーレット・ゴダード         | 3番目の妻                  | ダイアン・レイン             | 篠倉伸子   |
| ジョーン・バリー             | 認知訴訟を起こした女優     | ナンシー・トラヴィス         | 小林優子   |
| ジョセフ・スコット           | バリーの弁護士             | ジェームズ・ウッズ           | 有本欽隆   |
| ジョン・エドガー・フーヴァー | FBIの初代長官              | ケヴィン・ダン               | 佐古正人   |
| ミルドレッド・ハリス         | 最初の妻                   | ミラ・ジョヴォヴィッチ       |            |
| リタ・グレイ                 | 2番目の妻                  | デボラ・ムーア               |            |
| エドナ・パーヴァイアンス     | 専属女優                   | ペネロープ・アン・ミラー     | 林原めぐみ |
| シドニー・チャップリン       | 兄でマネージャー           | ポール・リス                 | 牛山茂     |
| フレッド・カルノー           | フレッド・カーノ一座の座長 | ジョン・ソウ                 | 村松康雄   |
| メーベル・ノーマンド         | 対立した映画監督/女優      | マリサ・トメイ               |            |
| ローランド・トザロー         | 映画スタッフ               | デイヴィッド・ドゥカヴニー   | 梅津秀行   |
| メアリー・ピックフォード     | 女優で共同経営者           | マリア・ピティロ             |            |
| スタン・ローレル             | コメディアン               | マシュー・コットル           |            |

※日本語吹替は1993年にパイオニアLDCから発売されたVHS、1999年にパイオニアLDCから発売されたDVD、2004年にジェネオン エンタテインメントから発売されたDVD、2018年にKADOKAWAから発売されたDVD・BDに収録。
過去の映像使用による出演
- チャールズ・チャップリン（『キッド』、『黄金狂時代』、『街の灯』、『モダン・タイムス』、『独裁者』、『サーカス』より）
- ヴァージニア・チェリル（『街の灯』より）
- ジャッキー・クーガン（『キッド』より）
- ポーレット・ゴダード（『モダン・タイムス』より）
- エリック・キャンベル（『チャップリンの冒険』より）

## スタッフ
- 監督：リチャード・アッテンボロー
- 製作：リチャード・アッテンボロー、マリオ・カサール
- 原作：チャールズ・チャップリン、デヴィッド・ロビンソン（英語版）
- 原案：ダイアナ・ホーキンス
- 脚本：ウィリアム・ボイド、ブライアン・フォーブス、ウィリアム・ゴールドマン
- 撮影：スヴェン・ニクヴィスト
- 音楽：ジョン・バリー